# XRM
XRM (англ. eXtended Relationship management — укр. Розширена система управління стосунками з клієнтами) — галузеві рішення на платформі Microsoft Dynamics™ CRM,
Для побудови XRM-рішень використовується платформа Microsoft Dynamics™ CRM, яка завдяки своїй гнучкості дозволяє конструювати рішення під будь-яку галузь бізнесу.
XRM-рішення інтегруються з контакт-центром, вебпорталом, системою безготівкових оплат, системою документообігу, MMS- та SMS-шлюзами, об'єднаними комунікаціями та іншими каналами взаємодії з клієнтом. Це дозволяє максимально розширити можливості роботи з клієнтом, ідентифікуючи його в кожній точці взаємодії з організацією. Іншими словами, наприклад, коли клієнт робить покупку в організації, чи відвідує різноманітні заклади, розташовані на території організації — вся інформація фіксується в системі CRM, аналізується і в результаті клієнт отримує знижки, бере участь у спеціальних акціях, та інших заходах програм лояльності.
XRM-рішення допомагають організаціям будь-якого напрямку діяльності підвищити рівень обслуговування клієнта і забезпечити його лояльність. На сьогодні існує 16 запатентованих галузевих XRM-рішень: для банків, стадіонів та спортивних клубів, колекторських компаній, дистрибуторів, рекламних агенцій, представників роздрібної торгівлі та ін.
На території України патентом на використання знаку XRM® з 2007 року володіє компанія Е-консалтинг.

## Джерело
- XRM-рішення на сайті компанії Е-консалтинг